# Кампоманес, Педро Родригес де
Педро Родригес де Кампома́нес-и-Перес, 1-й граф де Кампоманес (исп. Pedro Rodríguez de Campomanes y Pérez, primer conde de Campomanes, 1 июля 1723, Тинео (Астурия) — 3 февраля 1802 (по другим данным — 1803), Мадрид) — испанский государственный деятель, экономист, историк.

## Биография
Родился обедневшей малоземельной дворянской семье. Образование получил в городке Сантильяна-дель-Мар, затем изучал юриспруденцию в Овьедо и Севилье, где получил степень бакалавра. С 1742 года работает в Мадриде в различных адвокатских конторах, где расширяет и совершенствует свои знания в области права. Здесь же он знакомится и вступает в брак с Мануэлой де Сотомайор Амарилья-и-Амайя; в этом браке супруги имели дочь и двух сыновей.
Оставив карьеру адвоката и поступив на государственную службу: в 1755—1763 годах — директор почтовой службы, в 1762 году назначен прокурором Королевского совета Кастилии, в 1783—1791 годах был его президентом, в 1763—1789 годах — фактический руководитель министерства финансов. 
В значительной степени руководил проведением коренных реформ в области администрирования и управления хозяйством в годы правления короля Карла III, направленным на устранение феодальных пережитков в жизни страны. Снял ограничения на торговлю зерном, облегчил торговые отношения между Испанией и её колониями, боролся против привилегий Месты, упразднил налоги, препятствовавшие развитию торговли и промышленности. Много внимания уделял насущным вопросам хозяйствования — улучшению состояния дорог, упорядочению государственных финансов, основывал новые мануфактуры и технические училища, финансировал обучение испанских специалистов за рубежом, способствовал изданию зарубежной научной и технической литературы в стране. По его инициативе в 1775 году было основано Королевское мадридское экономическое общество, занимавшееся проведением в Испании экономической модели, присущей эпохе Просвещения, с упором на развитие индустрии, интенсивного сельского хозяйства и торговли, а также распространением научных знаний среди населения.
Будучи сторонником политики «просвещённого абсолютизма», выступал за ограничение привилегий католической церкви в пользу королевской власти и изгнание иезуитов из Испании и её колоний, что было осуществлено в 1767 году.
Был высокообразованным человеком своего времени, владел французским, латинским, греческим, итальянским, арабским и древнееврейским языками. Занимался переводческой деятельностью. Будучи приверженцем идей физиократов, написал ряд работ по экономике и истории Испании, по каноническому праву. Наиболее ценны в настоящее время труды Кампоманеса по экономической истории Испании. Член Королевской академии истории с 1748 года, в 1764—1786 годах её президент, и Королевской академии испанского языка с 1763 года.
За свои заслуги в 1780 году взведён в достоинство гранда с титулом граф де Кампоманес.
Новый король Карл IV назначил Кампоманеса президентом кортесов, созванных 30 сентября 1789 года. В это же день Кампоманес, на заседании кортесов, выступает с предложением законопоекта, восстанавливающего престолонаследие по женской линии. Предложение было единогласно одобрено, однако данный законопроект не вступил в силу. В 1791 году Кампоманес был отправлен в отставку. В следующем году он был назначен членом Государственного совета, но реальной политической роли не играл.   

## Сочинения (избранное)
- Dissertaciones históricas del orden, y Cavallería de los templarios, o resumen historial de sus principios, fundación, instituto, progressos, y extinción en el Concilio de Viena. Y un apéndice, o suplemento, en que se pone la regla de esta orden, y diferentes Privilegios de ella, con muchas Dissertaciones, y Notas, tocantes no solo à esta Orden, sino à las de S. Juan, Teutonicos, Santiago, Calatrava, Alcantara, Avis, Montesa, Christo, Monfrac, y otras Iglesias, y Monasterios de España, con varios Cathalogos de Maestres. Madrid: Oficina de Antonio Pérez de Soto 1747
- Bosquejo de política económica española, delineado sobre el estado presente de sus intereses 1750
- Antigüedad Marítima de la República de Cartago, con el Periplo de su General Hannon, traducido del Griego, e ilustrado por D. Pedro Rodríguez Campománes, Abogado de los Consejos, Asesor General de los Correos y Postas de España etc. Madrid: Imprenta de Antonio Perez de Soto 1756
- Memorial del Principado de Asturias, sobre los agravios de las operaciones hechas por los Comisionados para regular la quota correspondiente á la Única Contribución. 1757
- Itinerario de las Carreras de Posta dentro y fuera del Reyno, que contiene también las Leyes y Privilegios con que se gobiernan en España las Postas, desde su establecimiento. Y una noticia de las especies corrientes de Moneda extrangera, reducidas á la de España, con los precios á que se pagan las Postas en los varios Países. Madrid: Imprenta de Antonio Perez de Soto, 1761
- Noticia geográfica del Reyno y caminos de Portugal Madrid: Joaquín Ibarra, 1762
- Resumen del expediente de la policía relativa a los Gitanos, para ocuparles en los exercicios de la vida civil del resto de la nación. 1763
- Respuesta fiscal sobre abolir la tasa y establecer el comercio de granos. 1764
- Dictamen fiscal de la expulsión de los jesuitas de España
- Memorial Ajustado, hecho de orden del Conejo pleno, á instancia, de los Señores Fiscales, del Expediente consultivo visto por remision de S. Al. á él, sobre el contenido, y expresiones de diferentes Cartas del R. Obispo de Cuenca Don Isidro de Carvajal y Lancaster. Madrid: Oficina de Joaquín Ibarra.

## Дополнения
- Category:Pedro Rodríguez de Campomanes
- Biografie Архивная копия от 4 марта 2016 на Wayback Machine
- Biografía von MCN Biografías.com Архивная копия от 1 июля 2014 на Wayback Machine
- Biografie von Artehistoria Архивная копия от 11 июня 2016 на Wayback Machine
- Biographie Архивная копия от 8 марта 2016 на Wayback Machine
- Ilustración Española